# Дифференциальная приватность
Дифференциальная приватность — совокупность методов, которые обеспечивают максимально точные запросы в статистическую базу данных при одновременной минимизации возможности идентификации отдельных записей в ней.

## Введение
Дифференциальная приватность — математическое определение потери конфиденциальных данных отдельных лиц, когда их личная информация используется для создания продукта. Этот термин был введён Синтией Дворк в 2006 году, но он же используется в более ранней публикации Дворк, Фрэнка Макшерри, Коби Ниссима и Адама Д. Смита. Работа основана в частности на исследованиях Ниссима и Ирит Динур, которые показали, что невозможно публиковать информацию из частной статической базы данных, не раскрывая некоторую часть приватной информации, и что вся база данных может быть раскрыта путём публикации результатов достаточно небольшого числа запросов.
После проведения исследования стало понятно, что обеспечение конфиденциальности в статистических базах данных с использованием существующих методов было невозможным, и, как следствие, появилась необходимость в новых, которые бы ограничивали риски, связанные с потерей частной информации, содержащихся в статистической базе данных. Как итог были созданы новые методы, позволяющие в большинстве случаев предоставить точную статистику из базы данных, и при этом обеспечивающие высокий уровень конфиденциальности.

### Принцип и иллюстрация
Дифференциальная приватность основана на введении случайности в данные.
Простой пример, разработанный в социальных науках, заключается в том, чтобы попросить человека ответить на вопрос «Есть ли у вас атрибут А?» в соответствии со следующей процедурой:
1. Подбросьте монету
2. Если выпал орел, ответьте честно на вопрос.
3. Иначе подбросьте ещё раз, если выпадет орел, ответь «Да», если решка — «Нет»

Конфиденциальность возникает, так как невозможно по ответу точно узнать, обладает ли человек данным атрибутом.
Но тем не менее эти данные значительны, так как положительные ответы дают четверть от тех людей, у которых нет этого атрибута, и три четверти от тех, кто на самом деле им обладают. Таким образом, если p — истинная доля людей с A, то мы ожидаем получить (1/4) (1- p) + (3/4) p = (1/4) + p / 2 положительных ответов. Следовательно, можно оценить р.

## Формальное определение и пример использования
Пусть ε — положительное действительное число и A — вероятностный алгоритм, который принимает на вход набор данных (представляет действия доверенной стороны, обладающей данными). Образ A обозначим imA. Алгоритм A является ε-дифференциально приватным, если для всех наборов данных {\displaystyle D_{1}} и {\displaystyle D_{2}}, которые отличаются одним элементом (то есть данными одного человека), а также всех подмножеств S множества imA:
{\displaystyle P[{\mathcal {A}}(D_{1})\in S]\leq e^{\epsilon }\times P[{\mathcal {A}}(D_{2})\in S],}
где P — вероятность.
В соответствии с этим определением дифференциальная приватность является условием механизма публикации данных (то есть определяется доверенной стороной, выпускающей информацию о наборе данных), а не самим набором. Интуитивно это означает, что для любых двух схожих наборов данных, дифференциально-приватный алгоритм будет вести себя примерно одинаково на обоих наборах. Определение также даёт сильную гарантию того, что присутствие или отсутствие индивидуума не повлияет на окончательный вывод алгоритма.
Например, предположим, что у нас есть база данных медицинских записей {\displaystyle D_{1}} где каждая запись представляет собой пару (Имя, X), где {\displaystyle X} является нулём или единицей, обозначающим, имеет ли человек гастрит или нет:
| Имя      | Наличие гастрита (Х) |
| -------- | -------------------- |
| Иван     | 1                    |
| Петр     | 0                    |
| Василиса | 1                    |
| Михаил   | 1                    |
| Мария    | 0                    |

Теперь предположим, что злонамеренный пользователь (часто называемый злоумышленником) хочет найти, имеет ли Михаил гастрит или нет. Также предположим, что он знает, в какой строке находится информация о Михаиле в базе данных. Теперь предположим, что злоумышленнику разрешено использовать только конкретную форму запроса {\displaystyle Q_{i}}, который возвращает частичную сумму первых {\displaystyle i} строк столбца {\displaystyle X} в базе данных. Чтобы узнать, есть ли гастрит у Михаила, злоумышленник выполняет запросы: {\displaystyle Q_{4}(D_{1})} и {\displaystyle Q_{3}(D_{1})}, затем вычисляет их разницу. В данном примере, {\displaystyle Q_{4}(D_{1})=3}, а {\displaystyle Q_{3}(D_{1})=2}, поэтому их разность равна {\displaystyle 1}. Это значит, что поле «Наличие гастрита» в строке Михаила должно быть равно {\displaystyle 1}. Этот пример показывает, как индивидуальная информация может быть скомпрометирована даже без явного запроса данных конкретного человека.
Продолжая этот пример, если мы построим набор данных {\displaystyle D_{2}}, заменив (Михаил, 1) на (Михаил, 0), то злоумышленник сможет отличить {\displaystyle D_{2}} от {\displaystyle D_{1}} путём вычисления {\displaystyle Q_{4}-Q_{3}} для каждого набора данных. Если бы злоумышленник получал значения {\displaystyle Q_{i}} через ε-дифференциально приватный алгоритм, для достаточно малого ε, то он не смог бы отличить два набора данных.
Пример с монеткой, описанный выше является {\displaystyle (\ln 3)}-дифференциально приватным.

### Граничные случаи
Случай, когда ε = 0, является идеальным для сохранения конфиденциальности, поскольку наличие или отсутствие любой информации о любом человеке в базе данных никак не влияет на результат алгоритма, однако такой алгоритм является бессмысленным с точки зрения полезной информации, так как даже при нулевом количестве людей он будет давать такой же или подобный результат.
Если устремить ε в бесконечность, то любой вероятностный алгоритм будет подходить под определение, поскольку неравенство {\displaystyle P[{\mathcal {A}}(D_{1})\in S]\leq \infty \times P[{\mathcal {A}}(D_{2})\in S],} — выполняется всегда.

### Чувствительность
Пусть {\displaystyle d} — положительное целое число, {\displaystyle {\mathcal {D}}} — набор данных и {\displaystyle f\colon {\mathcal {D}}\rightarrow \mathbb {R} ^{d}} — функция. Чувствительность  функции, обозначаемая {\displaystyle \Delta f}, определяется формулой
{\displaystyle \Delta f=\max \lVert f(D_{1})-f(D_{2})\rVert _{1},}
по всем парам наборов данных {\displaystyle D_{1}} и {\displaystyle D_{2}} в {\displaystyle {\mathcal {D}}}, отличающихся не более чем одним элементом и где {\displaystyle \lVert \cdot \rVert _{1}} обозначает {\displaystyle \ell _{1}} норму.
На выше приведённом примере медицинской базы данных, если мы рассмотрим чувствительность {\displaystyle d} функции {\displaystyle Q_{i}}, то она равна {\displaystyle 1}, так как изменение любой из записей в базе данных приводит к тому, что {\displaystyle Q_{i}} либо изменится на {\displaystyle 1} либо не изменится.

## Механизм Лапласа
В связи с тем, что дифференциальная приватность является вероятностной концепцией, любой её метод обязательно имеет случайную составляющую. Некоторые из них, как и метод Лапласа, используют добавление контролируемого шума к функции, которую нужно вычислить.
Метод Лапласа добавляет шум Лапласа, то есть шум от распределения Лапласа, который может быть выражен функцией плотности вероятности {\displaystyle {\text{noise}}(y)\propto \exp(-|y|/\lambda )\,\!} и который имеет нулевое математическое ожидание и стандартное отклонение {\displaystyle {\sqrt {2}}\lambda \,\!}. Определим выходную функцию {\displaystyle {\mathcal {A}}\,\!} как вещественнозначную функцию в виде {\displaystyle {\mathcal {T}}_{\mathcal {A}}(x)=f(x)+Y\,\!} где {\displaystyle Y\sim {\text{Lap}}(\lambda )\,\!\,\!}, а {\displaystyle f\,\!} — это запрос, который мы планировали выполнить в базе данных. Таким образом {\displaystyle {\mathcal {T}}_{\mathcal {A}}(x)\,\!} можно считать непрерывной случайной величиной, где
{\displaystyle {\frac {\mathrm {pdf} ({\mathcal {T}}_{{\mathcal {A}},D_{1}}(x)=t)}{\mathrm {pdf} ({\mathcal {T}}_{{\mathcal {A}},D_{2}}(x)=t)}}={\frac {{\text{noise}}(t-f(D_{1}))}{{\text{noise}}(t-f(D_{2}))}}\,\!}
которая не более {\displaystyle e^{\frac {|f(D_{1})-f(D_{2})|}{\lambda }}\leq e^{\frac {\Delta (f)}{\lambda }}\,\!} (pdf — probability density function или функция плотности вероятности). В данном случае можно обозначить {\displaystyle {\frac {\Delta (f)}{\lambda }}\,\!} фактором конфиденциальности ε. Таким образом {\displaystyle {\mathcal {T}}\,\!} в соответствие с определением является ε-дифференциально приватной. Если мы попытаемся использовать эту концепцию в вышеприведённом примере про наличие гастрита, то для того, чтобы {\displaystyle {\mathcal {A}}\,\!} была ε-дифференциальный приватной функцией, должно выполняться {\displaystyle \lambda =1/\epsilon }, поскольку {\displaystyle \Delta (f)=1}).
Кроме шума Лапласа также можно использовать другие виды шума (например, гауссовский), но они могут потребовать небольшого ослабления определения дифференциальной приватности.

## Композиция

### Последовательное применение
Если мы выполним запрос в ε-дифференциально защищённой {\displaystyle T} раз, и вносимый случайный шум независим для каждого запроса, тогда суммарная приватность будет (εt)-дифференциальной. В более общем случае, если есть {\displaystyle N} независимых механизмов: {\displaystyle {\mathcal {M}}_{1},\dots ,{\mathcal {M}}_{n}}, чьи гарантии приватности равны {\displaystyle \epsilon _{1},\dots ,\epsilon _{n}} соответственно, то любая функция {\displaystyle g({\mathcal {M}}_{1},\dots ,{\mathcal {M}}_{n})} будет {\displaystyle (\sum \limits _{i=1}^{n}\epsilon _{i})}-дифференциально приватной.

### Параллельная композиция
Кроме того, если запросы выполняются на непересекающихся подмножествах базы данных, то функция {\displaystyle g} была бы {\displaystyle (\max _{i}{\epsilon }_{i})}-дифференциально приватной.

## Приватность группы
Дифференциальная приватность в целом предназначена для защиты конфиденциальности между базами данных, которые отличаются только одной строкой. Это означает, что ни один злоумышленник с произвольной вспомогательной информацией не может узнать, представил ли какой-либо один отдельно взятый участник свою информацию. Однако это понятие можно расширить на группу, если мы хотим защитить базы данных, отличающиеся на {\displaystyle c} строк, чтобы злоумышленник с произвольной вспомогательной информацией, не мог узнать, предоставили ли {\displaystyle c} отдельных участников свою информацию. Это может быть достигнуто если в формуле из определения заменить {\displaystyle \exp(\epsilon )} на {\displaystyle \exp(\epsilon c)}, тогда для D1 и D2 отличающихся на {\displaystyle c} строчек
{\displaystyle \Pr[{\mathcal {A}}(D_{1})\in S]\leq \exp(\epsilon c)\times \Pr[{\mathcal {A}}(D_{2})\in S]\,\!}
Таким образом, использование параметра (ε/c) вместо ε позволяет достичь необходимого результата и защитить {\displaystyle c} строк. Другими словами, вместо того, чтобы каждый элемент был ε-дифференциально приватным, теперь каждая группа из {\displaystyle c} элементов являются ε-дифференциально приватной, а каждый элемент (ε/c)-дифференциально приватным.

## Применение дифференциальной приватности в реальных приложениях
На сегодняшний день известно несколько видов применения дифференциальной приватности:
- Бюро переписи населения США при показе статистики[13]
- Google RAPPOR для сбора статистики о нежелательном программном обеспечении, ущемляющем настройки пользователей [14](реализация RAPPOR с открытым исходным кодом)
- Google, для обмена статистикой истории трафика[15].
- 13 июня 2016 года Apple объявила о своём намерении использовать дифференциальную приватность в iOS 10 для улучшения своей интеллектуальной поддержки и предложений технологий[16]